# Dostojka eunomia
Dostojka eunomia (Boloria eunomia) – owad z rzędu motyli, z rodziny rusałkowatych (Nymphalidae).

## Morfologia
Górna powierzchnia skrzydeł ruda z czarnym rysunkiem tworzącym u nasady łamane przepaski, w zewnętrznej części występuje szereg czarnych plamek. Dolna powierzchnia przedniego skrzydła podobnie ubarwiona, przeważnie z żółtawym rozjaśnieniem na wierzchołku. Spód tylnego skrzydła u nasady rudy z ciemno żyłkowanymi białymi lub żółtymi przepaskami, w części zewnętrznej żółty lub żółtobrunatny z szeregiem ciemno obwiedzionych plamek. Przy krawędzi dolnej powierzchni tylnego skrzydła występują ponadto trójkątne plamy barwy białej lub żółtej.

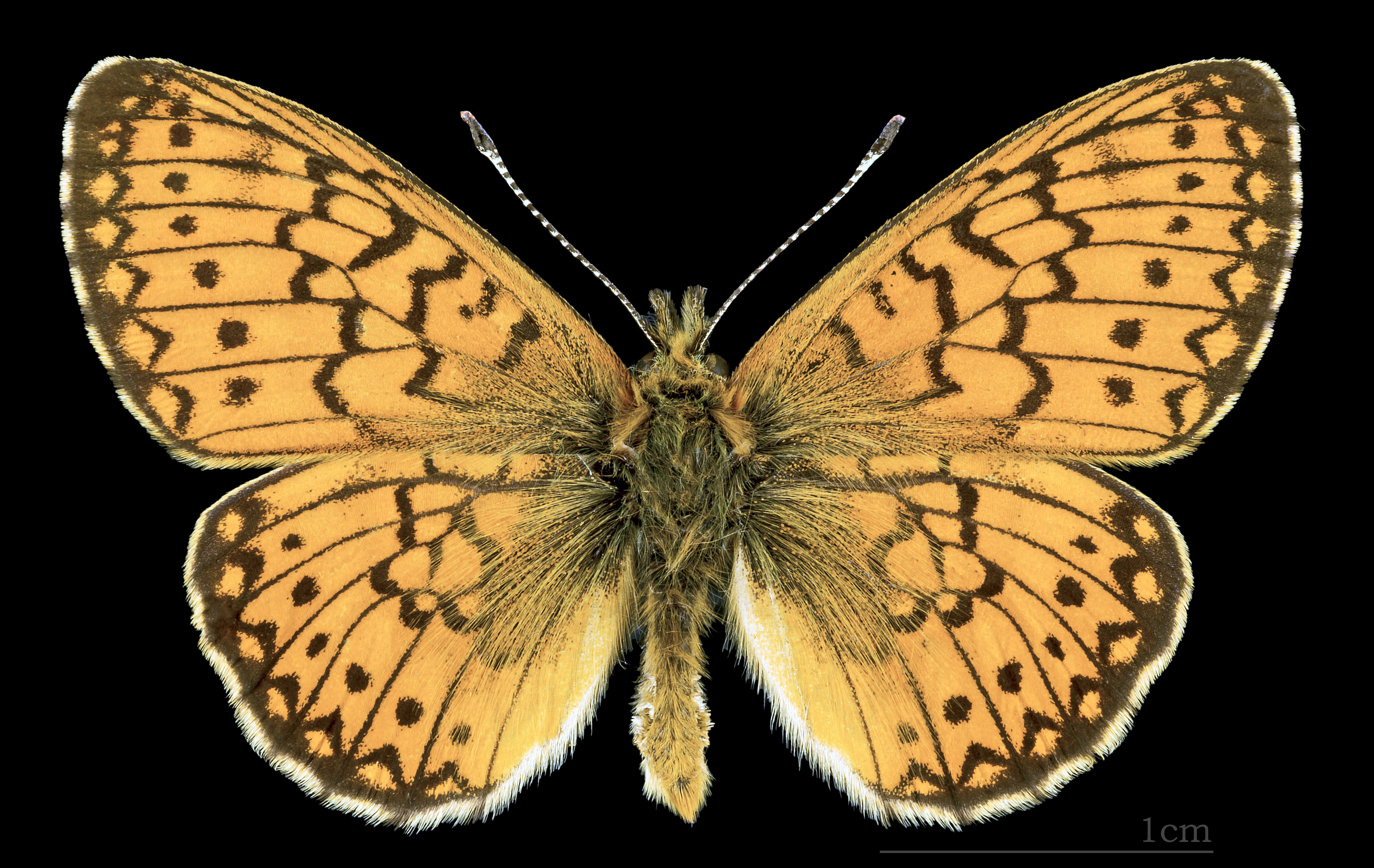
Dostojka eunomia
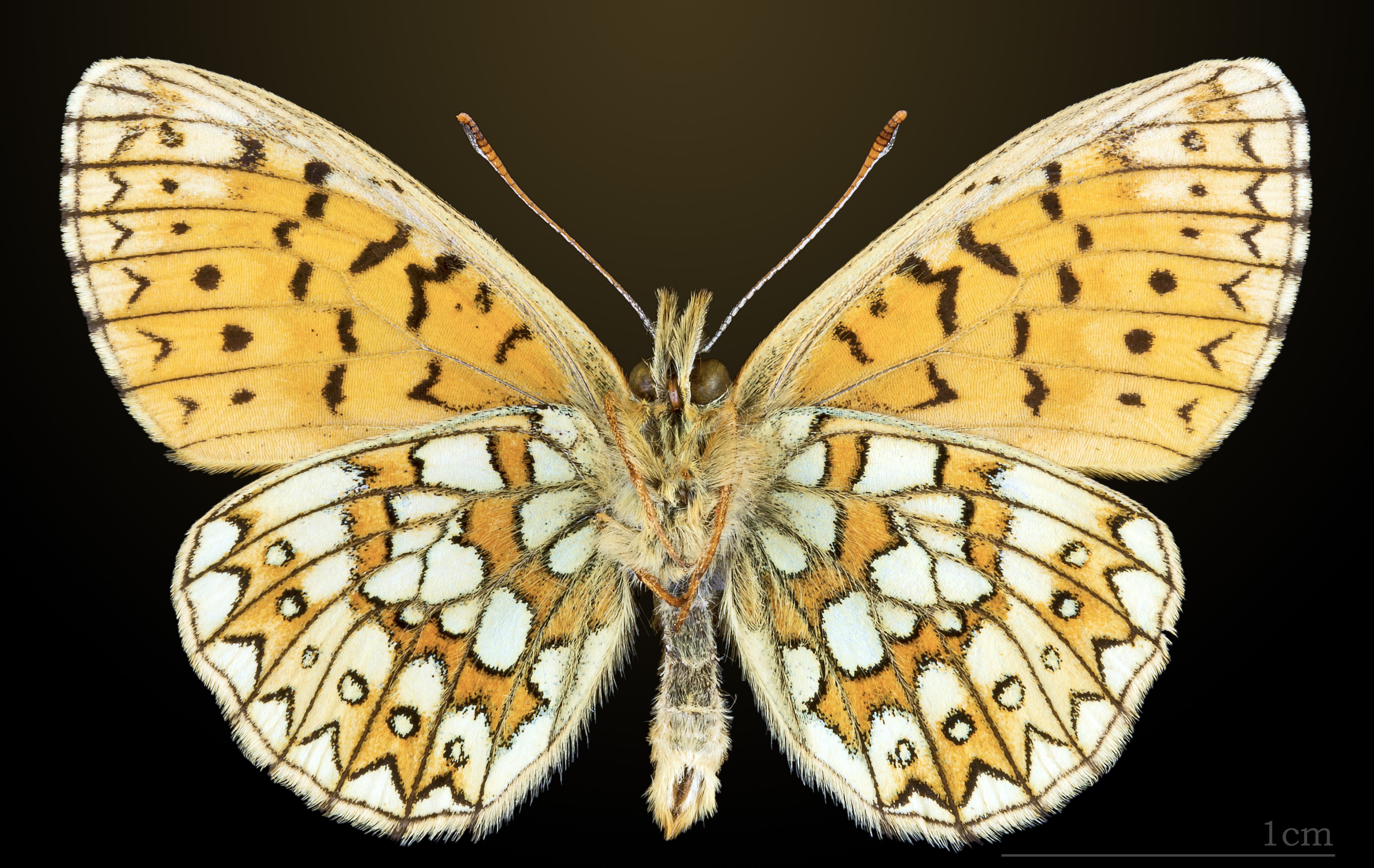
△ Dostojka eunomia

## Zasięg geograficzny
Dostojka eunomia występuje w Europie, Azji i Ameryce Północnej w strefach klimatu chłodnego i umiarkowanego. W Europie zachodniej i środkowej jej obecność związana jest głównie z terenami górzystymi (Alpy, Pireneje). W Polsce gatunek lokalny, posiada dość nieliczne stanowiska jedynie we wschodniej części kraju. Niegdyś istniały również pojedyncze populacje na Pomorzu Zachodnim gdzie jednak gatunek wyginął przed 1950 rokiem.

## Siedlisko
Gatunek w Polsce spotykany na torfowiskach wysokich i torfowiskach niskich, w borach bagiennych oraz na podmokłych łąkach. Poszczególne populacje mogą być ograniczone do płatów siedlisk o powierzchni zaledwie kilkuset metrów kwadratowych.

## Cykl rozwojowy
Gąsienice dostojki eunomi żerują na żurawinie błotnej oraz rdeście wężowniku, przy czym szczegóły biologii osobników wykorzystujących żurawinę są słabiej poznane. Gąsienice przejawiają aktywność nocną, za młodu szkieletując liście od spodniej strony, w późniejszym okresie zgryzając blaszkę liściową. Za dnia najczęściej ukrywają się wśród torfowców lub w ściółce. Zimują w suchych, zwiniętych liściach. Występuje jedno pokolenie - dorosłe motyle latają od trzeciej dekady maja do pierwszej dekady lipca.

## Ochrona
W Polsce gatunek ten objęty jest częściową ochroną gatunkową.

## Galeria

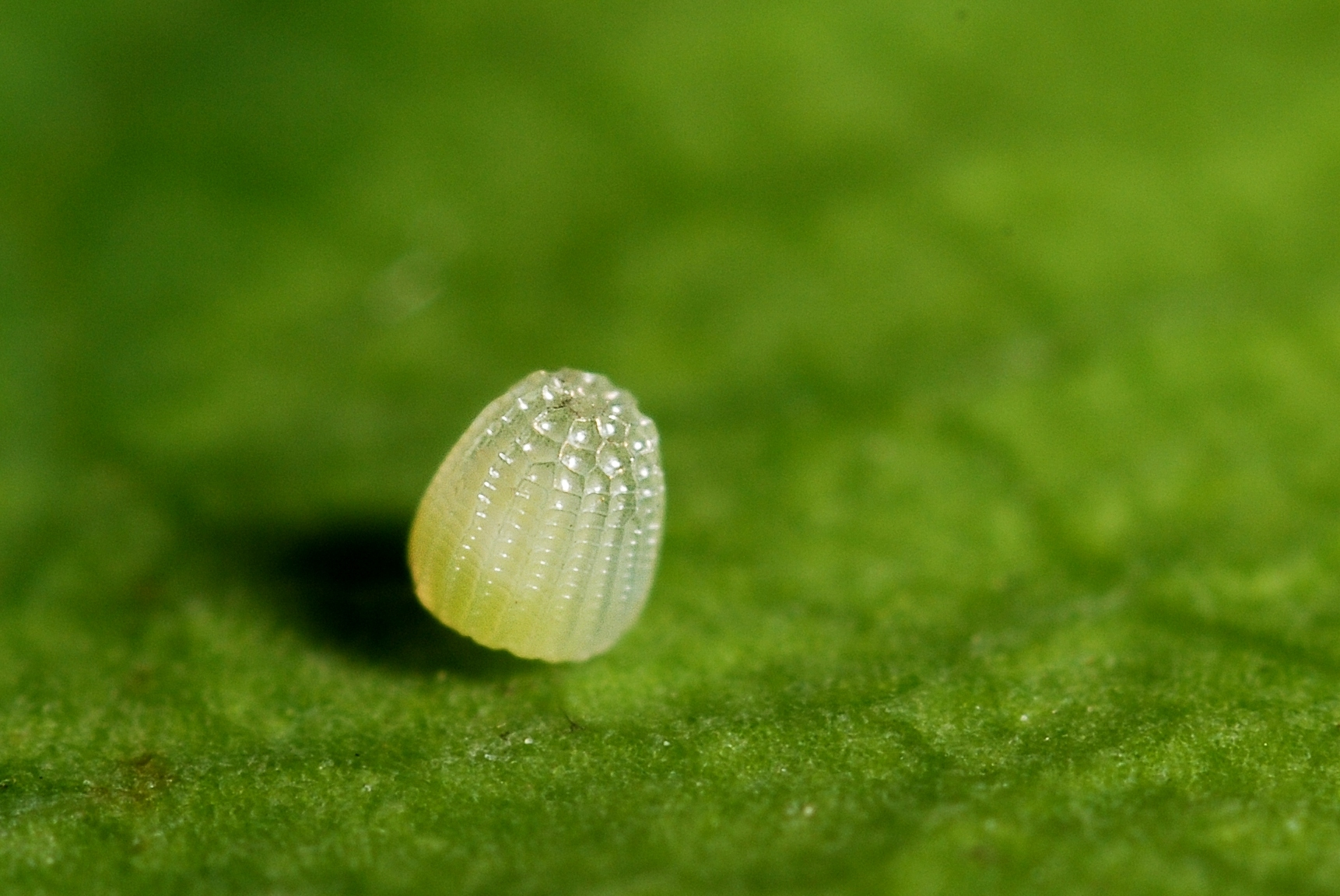
Jajo
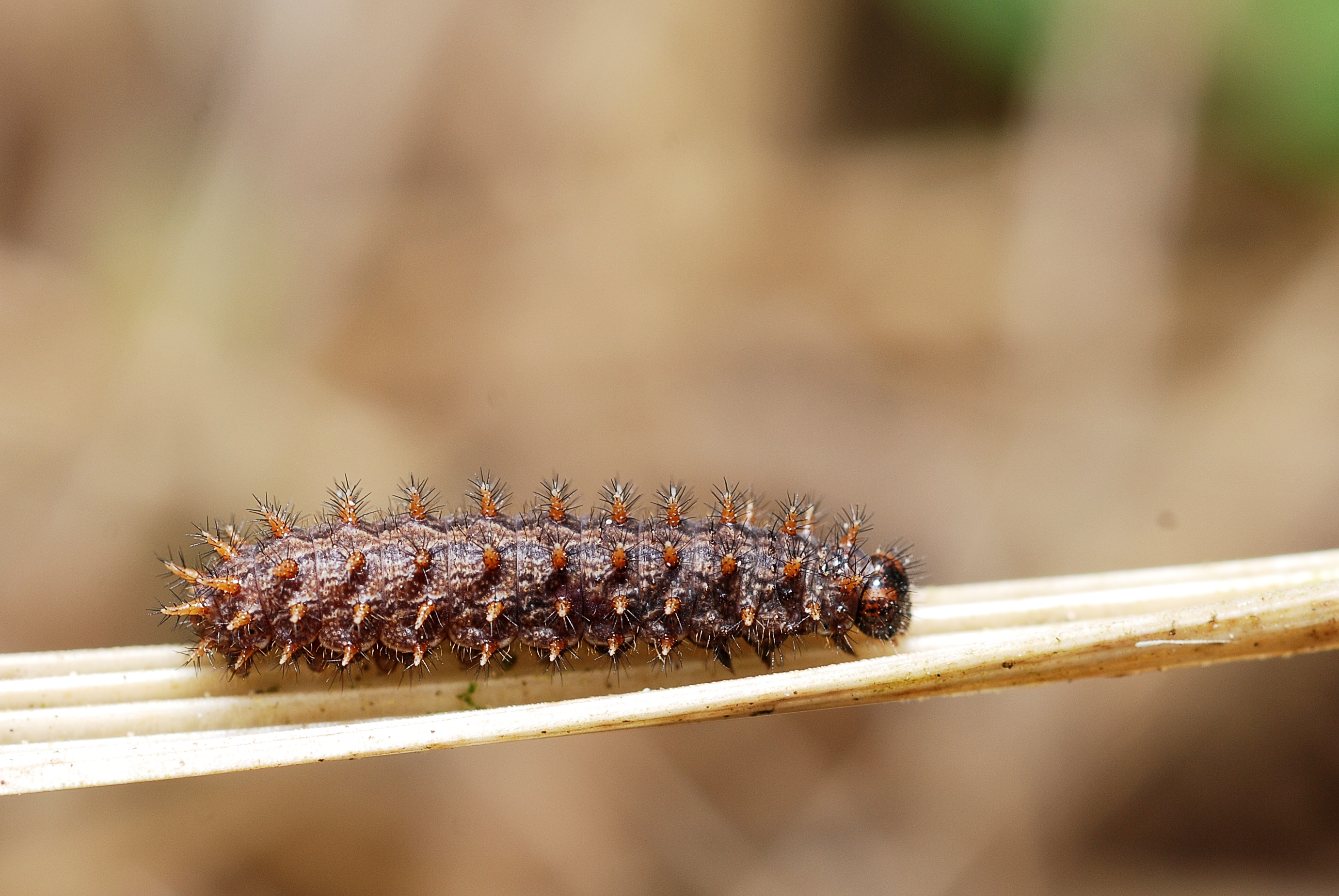
Gasienica
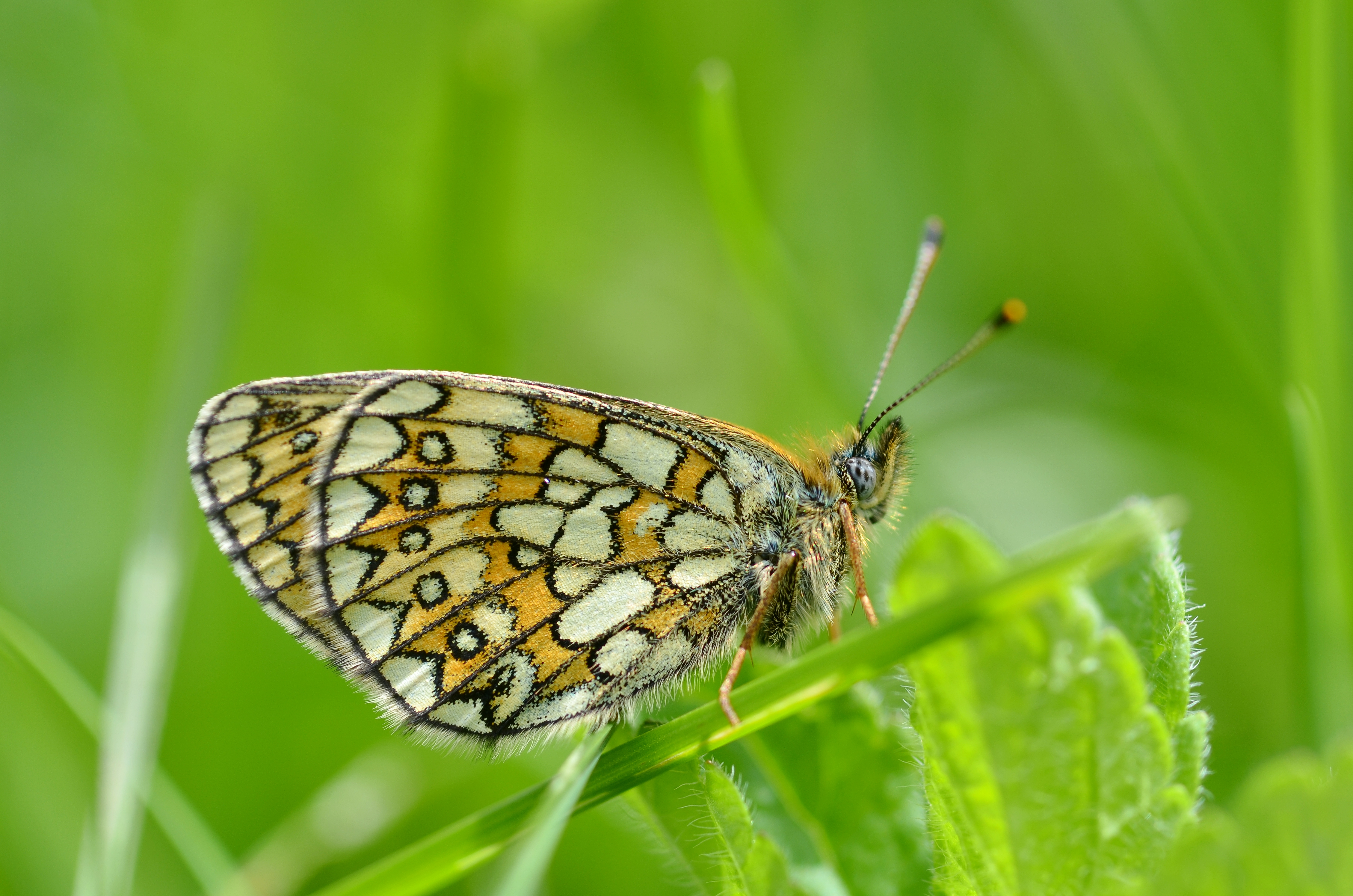
Spód skrzydeł